# Ахер, Абхина
Абхина Ахер (англ. Abhina Aher; род. 19 сентября 1977 года, Мумбаи; Индия) — транс-женщина, активистка за права трансгендерных людей в Индии.
Работала с такими организациями, как The Humsafar Trust (Мумбаи), Family Health International, Центром коммуникационных программ Университета Джонса Хопкинса и Индийским альянсом по ВИЧ / СПИДу. Она также является художницей и основателем Dancing Queens — танцевальной группы транссексуалов. Абхина также является спикеров в проекте TedX и выступала с докладами в Дели и Варанаси.

## Биография
Ахер участвует в парадах гордости и работает с национальными и международными организациями, чтобы внести изменения для транс-сообщества Индии. Она является консультантом по вопросам связанным с ВИЧ для трансгендерных людей по всему миру в GATE. Она является членом International Trans Fund United States. Она является консультантом проектов по сексуальности и гендерным вопросам и руководителем национальной программы Pehchan Program в Индийском альянсе по ВИЧ/СПИДу. Она является председателем в Азиатско-Тихоокеанской сети трансгендеров в Бангкоке, Таиланд
Ахер является основателем трансгендерной танцевальной группы Dancing Queens. Группа стремится использовать танец и эмоции в качестве средства преодоления барьеров и занимается защитой прав транс-людей. Группа была основана в 2009 году и выступала в разных городах.
Абхина испытывает трудности во время путешествий, когда сотрудники службы безопасности аэропортов интересуются тем фактом, что она транс-женщина. В международных аэропортах было несколько инцидентов, когда сотрудники службы безопасности (как мужчины, так и женщины) отказывались проверять её. В таких случаях она твердо стоит на месте и объясняет им, что является частью правозащитной работы, которую она выполняет для транс-сообщества.

## Награды
- 2014: REX наградили её за её работу по расширению прав трансгендерных людей в Индии.
- 2017: Global Innovator от Human Rights Campaign[12]